# Madame Bovary (film, 1991)
Madame Bovary är en fransk dramafilm från 1991, i regi av Claude Chabrol. Manuset bygger på romanen Madame Bovary av Gustave Flaubert.
Filmen handlar om Emma (Isabelle Huppert) som drömmer om lyx och romantik gifter sig med dr Charles Bovary (Jean-François Balmer). Hon har tråkigt på landet och skaffar sig därför både älskare och skulder.
Vid Moskvas internationella filmfestival 1991 vann Isabelle Huppert pris som bästa kvinnliga skådespelare.

## Rollista (i urval)
- Isabelle Huppert – Emma Bovary
- Jean-François Balmer – Charles Bovary
- Christophe Malavoy – Rodolphe Boulanger
- Jean Yanne – M. Homais
- Lucas Belvaux – Leon Dupuis
- Christiane Minazzoli – Lefancois
- Jean-Louis Maury – Lheureux
- Florent Gibassier – Hippolyte